# THE GOD OF DEATH
『THE GOD OF DEATH』（ザ ゴッド オブ デス）は、2005年7月29日にスタジオメビウスより発売されたアダルトゲームである。

## 概要
本作は、死神として覚醒した天才少年の楠葉竜臥が、死神本来の力を取り戻すために占拠した学園内にいる少女たちを陵辱し、その魂を刈り取る凌辱系のアダルトゲームである。『絶望 -青い果実の散花-』同様にマップを移動するシステムを採用しており、ヒロインたちは学校内を逃げ回り、主人公が追いかけるというシナリオになっている。
主人公の行動に合わせて時間が経過する方式をとっており、主人公の行動とは別にヒロインの行動が設定されている。また、制限時間が設けられており、制限時間内にヒロインを見つける必要があることから、かなり難易度が高い作品となっている。
バッドエンドになると、死神の鎌のミズチと兄の虎樹が、バッドエンドを回避する方法をコント仕立てで教えてくれる。そのコントの内容は非常にネタがこっており、作品の世界観が全くつながっていない。
オープニングアニメーションの絵コンテを、アニメ監督の新房昭之が担当しているが、ゲームの内容は異なる雰囲気を持っている。

## ストーリー
聖上学園に通う天才少年楠葉竜臥は、ある日自分をマスターと呼ぶ、ミズチと名乗る謎の少女に出会う。その少女は、竜臥は天上の神々に戦いを挑み、敗れた死神リューガの生まれ変わりなのだと彼に伝える。その後彼は、不良のリーダーである西崎晴男を味方につけ、学園を占拠する。そして、竜臥は力を取り戻して天上の神々へ復讐すべく、学園に残された少女達を捕獲・陵辱し、その魂を刈り取っていく。

## 登場人物
楠葉竜臥
この物語の主人公。普段は聖上学園に通う天才学生だが、それは仮の姿に過ぎず、本当は天上の神々に戦いを挑み敗れた死神リューガの生まれ変わりである。
秩序と平和を何より嫌い、世界を絶望が支配する世界に変えるのが目的である。
人の不幸に群がるだけのマスコミを軽蔑したり、アメリカの侵略同然の行為を鼻で笑ったりといった面がある一方、平気で人を銃殺する西崎に対して叱咤するゆずかの教育者精神を認めたり、他の不良達がいい加減に防壁用コンクリートを盛り付ける中できちんと仕事をする西崎に激励を入れるといった面も持ち合わせている。
秋坂なつき
声：羽月優名
竜臥の幼馴染であり恋人。
彼が死神として覚醒する前は、彼を相当慕っており、周りもお似合いの二人だと認めるほどであったにもかかわらず、彼の毒牙に掛けられることとなった。
楠葉舞
声：天天
竜臥の実の妹。普通の可愛らしい少女と思われがちだが、実はいじめっ子の一面を持ち、朝岡ちえり等をターゲットにしていたようである。
精神崩壊させ魂を狩ることはできないが、ゲームの進め方によってはサディストとしての才能が開花し、竜臥の従者として覚醒する。小説版ではほかのヒロイン同様魂を狩られるシーンがある（原作ではバッドエンドに繋がるシーンを基にしている）。
藤沢弥生
声：しまだかおり
竜臥の同級生。保険委員を務めている。
花を愛する優しい性格。虫が大嫌いであり、見たら悲鳴を上げるほどである。
天野美冬
声：紬叶慧
竜臥の同級生。学級委員を務める。近寄りがたい雰囲気があり生真面目な性格だが、小動物を愛する一面も持つ。
竜臥の兄、虎樹に会った事があり、彼を尊敬している。
監禁事件の際、竜臥が体育館に居なかった事に加えて竜臥が相田先生の件を知っていた事をヒントに、彼が事件に関わっている事を探り当てる程の洞察力を持つ。
草薙みさき
声：百花ルナ
竜臥の後輩。活発で明るい性格。
子供っぽく見えるが足が速い上に人間離れした身体能力を誇る。「みさきっく」という蹴り技を持つが、いざとなると弱い。
蔵木のことについてはよく知らなかったものの、オタクを毛嫌いしていた。ゆうという双子の兄がおり、彼女とは違って気弱な性格。
竜臥が彼女に男性器を噛み千切られるシーンがある。
相田ゆずか
声：鷹見幸恵
聖上学園の古典の教師。おっとりした性格である。
教師でありながら生徒の天野に叱咤される事が多いものの、受験のプレッシャーに悩む天野に親身になって相談を受けるといった教育者精神も持ち合わせている。
西園寺綾音
声：森山葵
古柳総理大臣の隠し子。聖上学園の生徒ではないが、竜臥の思い付きにより学園に呼び出され、捕らえられる。気が強く、凛とした態度の持ち主である。竜臥の兄、虎樹に密かに思いを寄せる。
発表当初の設定では「西九条綾音」という名前だった。
双葉アキラ
声：杏露花梨
竜臥の後輩。ボーイッシュな性格で、舞やみさきと仲がいい。
蛇が大の苦手。彼女もまたみさきと同じく人間離れした身体能力を持つ。
発表当初は「双葉チカ」という名前でプロレスファンという設定だった。
朝岡ちえり
声：ひかり
竜臥の後輩。かなり気弱な性格のいじめられっ子。極度の潔癖症の持ち主。舞にいじめられていた。
進行によってはその凄まじい復讐の様子を見ることができる。
西崎晴男
声：新田祐一
竜臥の同級生。学園の不良達のリーダー的存在のワル。竜臥の手助けをし、学園を占拠した。蔵木を「キモ(デブ)オタ」と呼び、いびっていた。「パンク」という言葉が好きである。
以前は優等生である竜臥を目の敵にしていた。故に竜臥が計画を持ち出した際、最初は反発するが拳銃を見せ付けられた時、本物の拳銃だと分かると計画に興味を持ち、その綿密な計画性と準備の良さに心服する。以後、竜臥の片腕として活躍するが、物語終盤にて警察隊の凶弾に撃たれ死亡する。
蔵木秀臣
声：三球児
竜臥の同級生。みさきのことは知っていた。オタクであり、クラスの皆から嫌われている。元々竜臥達の仲間ではなかったが、変態趣味を買われ、捨て駒として利用される。
フィギュア作りが生きがいで、武器や情報技術などの知識も豊富。「～なんだな」が口癖。自分のコレクションの中から猫耳等を出す。
物語終盤、警察隊に体当たりし、自爆。
草薙ゆう
声：月緒みや
みさきの兄。妹と違い弱気で臆病、自発性がなくおどおどしている。一方で、竜臥程ではないものの頭の回転が良く、行動力はあるが考慮の足りないみさきと組めばお互いの欠点をカバー出来るよいコンビとなる。
楠葉虎樹
声：森川明大
竜臥の実の兄。竜臥とは違い秀才。東大出のキャリア警部だが、実力の高さは現場たたき上げの部下も認めている。
弟の竜臥に何かをやらかしそうな予感を覚え、期待もしていた。今回の事件で罠にかかり、捕まってしまう。
ミズチ
声：高原くくる
竜臥の従者の一人。小柄な少女の体をしているが、その正体は竜臥の持つ大鎌であり、竜臥が魂を刈り取る際にそれに姿を変える。
なお、主人公達が使っていた武器等は、彼女が竜臥の指示で米軍から盗み出したものである。
カグツチ
声：甘美
竜臥の従者の一人である、全長が2.5メートルほどの大男。怪力を持ち、人間などいともたやすくねじ伏せる。
召喚後、警察隊との戦闘が満足出来なかった為、闘争本能を持て余して暴走してしまう。その際、闘争本能を性行為で鎮める必要がある。
ミカヅチ
声：加古川高
竜臥の従者の一人。細身の紳士風の風貌で、竜臥に執事のような恭しさで接する。時空を捻じ曲げ、そこから異形の物を召喚することができる。
また、趣味と称して周辺の小動物等に細工を施したり、様々な趣向を凝らした「小道具」を作って、竜臥に差し出したりしている。

## スタッフ
- 企画・原案：ぽんきち
- ディレクター：あんまんくん。
- 原画：こぶいち、むりりん、BLADE
- シナリオ：高橋直樹、玉沢円、ざく
- 色彩設計：こぶいち
- CG監修：田山みにも
- 背景：Ryouma
- 音楽：Angel Note
- 音響：Famishin
- OP：「IN THE DARK[2]」（作詞：みるくくるみ／作曲・編曲：Angel Note／歌：みるくくるみ）
- ED：「夢の終わり[3]」（作詞：みるくくるみ／作曲・編曲：Angel Note／歌：みるくくるみ）
- OPアニメーション
  - 絵コンテ：新房昭之
  - 演出：わたなべぢゅんいち
  - 作画監督：吉田潤
  - 制作：REMIC

## 関連商品

### カードゲーム
Lycee
シルバーブリッツのカードゲーム、Lyceeに参戦している。収録エキスパンションは、VisualArt's6.0など。

### ノベライズ
The god of death　第1章
ISBN 978-4-89490-778-2
The god of death　第2章
ISBN 978-4-89490-786-7
どちらもパラダイムから出版。著者は前薗はるか。